# Vera von Langen
Vera von Langen (bürgerlich: Vera geb. Hossenfeld, geschiedene von Langen, Wisbar, und Knauer; * 17. Juli 1910; † 16. Oktober 1967) war eine deutsche Schauspielerin.

## Leben
Vera von Langen war die Tochter eines Industriellen, die ihre erste Filmrolle per Zufall bekam.
Sie war in zweiter Ehe mit dem Filmregisseur Frank Wisbar und 1952–1957 mit dem Industriellen-Erben Alfried Krupp von Bohlen und Halbach (1907–1967) verheiratet.
Nach der Trennung von ihrem dritten Ehemann zog sie in die Vereinigten Staaten und erwarb im Red Rock Canyon die Spring Mountain Ranch.
Sie war Besitzerin des 33,19 Karat Krupp-Diamanten, den nach ihrem Tode über eine Auktion Richard Burton für 305.000 US-Dollar erwarb und seiner damaligen Ehefrau Elizabeth Taylor schenkte.

## Filmografie
- 1938: Fünf Millionen suchen einen Erben
- 1938: Kautschuk
- 1938: Verklungene Melodie
- 1938/50: Preußische Liebesgeschichte